# Wojciech Rudy
Wojciech Władysław Rudy (Katowice, 1952. október 24. –) lengyel válogatott labdarúgó.
A lengyel válogatott tagjaként részt vett az 1978-as világbajnokságon, illetve az 1976. évi nyári olimpiai játékokon.

## Sikerei, díjai
Zagłębie Sosnowiec
- Lengyel kupa (2): 1976–77, 1977–78

Lengyelország
- Olimpiai ezüstérmes (1): 1976